# Сара (Новосаринский сельсовет)
Сара — железнодорожная станция в Кувандыкском городском округе Оренбургской области.

## География
Находится на расстоянии примерно 35 километров по прямой на восток от окружного центра города Кувандык.

## Климат
Климат умеренно-континентальный. Времена года выражены чётко. Среднегодовая температура по району изменяется от +4,0 °C до +4,8 °C. Самый холодный месяц года — январь, среднемесячная температура около −20,5…−35 °C. Атмосферных осадков за год выпадает от 300 до 450—550 мм, причём большая часть приходится на весенне-летний период (около 70 %). Снежный покров довольно устойчив, продолжительность его, в среднем, 150 дней.

## История
Станция основана в 1916 или 1917 годах во время строительства железнодорожной линии Оренбург — Орск. Революция, гражданская война помешали продолжению линии в сторону Халилово и Орска, и станция Сара длительное время оставалась тупиковой. До 2016 года была центром Новосаринского сельсовета Кувандыкского района, после реорганизации этих муниципальных образований в составе Кувандыкского городского округа.
В 1918 году здесь произошло одно из решающих сражений в ходе Гражданской войны, где башкирское войско одержало победу.

## Население
Постоянное население составляло 942 человека в 2002 году (русские 76 %), 944 в 2010 году.